# Ysabella Sánchez
Ysabella Cristel Sánchez Sopla (Lima, 2 de julio de 1999), popular mente conocida como «Chabela» o «Chabelita» Sánchez, es una voleibolista peruana. Juega como Punta/Receptora y su equipo actual es el Alianza Lima de la Liga Peruana de Voleibol Femenino de Perú. Es, además, Internacional con la Selección Peruana de Vóley.

## Clubes
| Club              | País | Temporada            |
| ----------------- | ---- | -------------------- |
| Deportivo Géminis | Perú | 2014/15 - 2019/20    |
| Alianza Lima      | Perú | 2020/21 - actualidad |

## Palmarés

### Distinciones Individuales
- «Mejor Servicio» en la Liga Nacional Superior de Voleibol 2022-23 con Alianza Lima.[6]
- «Mejor Recepción» de la Copa Panamericana de Voleibol Femenino de 2022-23 con la Selección Peruana.[7][8]
- «Mejor Atacante Punta» del Campeonato Sudamericano de Clubes de Voleibol Femenino 2025 con Alianza Lima.[9]
- «MVP» de la Liga Peruana de Vóley Femenino 2024-25 con Alianza Lima.[10][11]

### Selección nacional

#### Categoría Mayores
- 2022:  Campeona, Juegos Suramericanos 2022.

#### Categoría Sub-23
- 2018:  Subcampeona, Copa Panamericana de Voleibol Femenino Sub-23 de 2018.
- 2021:  Subcampeona, Juegos Panamericanos Junior 2021.

#### Categoría Sub-20
- 2016:  Tercera, Sudamericano de Voleibol Femenino Sub-20 de 2016.

### Clubes

#### Ligas nacionales
- 2015:  Subcampeona, LNSV 2014-15 con Deportivo Géminis.
- 2016:  Tercera, LNSV 2015-16 con Deportivo Géminis.
- 2017:  Tercera, LNSV 2016-17 con Deportivo Géminis.
- 2021:  Subcampeona, LNSV 2020-21 con Alianza Lima.
- 2022:  Subcampeona, LNSV 2021-22 con Alianza Lima.
- 2023:  Subcampeona, LNSV 2022-23 con Alianza Lima.
- 2024:  Campeona, LNSV 2023-24 con Alianza Lima.
- 2025:  Campeona, LPV 2024-255 con Alianza Lima.

#### Copas nacionales
- 2020:  Subcampeona, Copa Nacional de Vóley 2020 con Alianza Lima.

#### Torneos internacionales
- 2025:  Subcampeona, Campeonato Sudamericano de Clubes de Voleibol Femenino 2025 con Alianza Lima.